# Anadarko
Anadarko – miasto w Stanach Zjednoczonych, w stanie Oklahoma, w hrabstwie Caddo.